# Lucio Fontana
Pour les articles homonymes, voir Fontana.
Lucio Fontana, né le 19 février 1899 à Rosario, province de Santa Fe, Argentine et mort le 7 septembre 1968 à Comabbio, près de Varèse en Italie, est un peintre et sculpteur italo-argentin, fondateur du mouvement spatialiste associé à l'art informel.
Le nom des œuvres est écrit en italien comme Concetto spaziale, Attesa (« Concept spatial, Attente »).

## Biographie
Son père, Luigi, est italien et sa mère, Lucia Bottino, argentine d'origine italienne, est une actrice de théâtre. Sa petite enfance se passe en Italie avant son retour en Argentine en 1905 où il travaille comme sculpteur.
En 1927 il retourne en Italie où il étudie la sculpture avec Adolfo Wildt et présente sa première exposition en 1930, organisée par la galerie milanaise Il Milione. Durant les années suivantes, il voyage en Italie et en France, en travaillant avec des peintres expressionnistes et abstraits. En 1935, il rejoint l'association Abstraction-Création à Paris et réalise de 1936 à 1949 des sculptures expressionnistes en céramique et bronze (Scultura spaziale (47-SC.1), bronze, 1947, MNAM, Paris).
En 1940, il rentre à Buenos Aires et enseigne la sculpture à l'école des Beaux-Arts avant de mettre sur pied, avec ses collègues Jorge Romero Brest et Jorge Larco, une école privée, l'Académie d'Altamira. C'est là qu'en 1946 il élabore, en compagnie de quelques jeunes artistes et intellectuels, le « Manifesto blanco » (le Manifeste blanc), qui sera considéré comme le premier manifeste du Mouvement spatialiste et qui influencera de nombreux artistes abstraits. Y sont d'ores et déjà énoncées les règles d'un art à naître, articulées autour des concepts de temps et d'espace. Il s'agit, annonce-t-il, de tourner le dos à « l'usage des formes connues de l'art » pour privilégier, au contraire, « le développement d'un art fondé sur l'unité du temps et de l'espace ».
En 1947, Lucio Fontana revient à Milan où un petit groupe se réunit bientôt autour de ses idées et propositions. Il répond à des commandes d'églises (chemins de croix en terre cuite, etc.) et y reprend son projet pour en faire un « manifeste technique ». Deux autres manifestes concourent à définir le mouvement. Le premier, Spatialistes I (1947), est rédigé par le peintre Beniamino Joppolo et prolongé, en 1948, par Spatialistes II, du critique Antonino Tullier. Puis il fait paraître en 1951 un Manifeste de l'art spatial sous le titre de Nous continuons l'évolution des moyens dans l'art, chargé de compléter la Proposition d'un règlement du mouvement spatial publié l'année précédente. Il n'y aura plus qu'à y ajouter, en 1952, le Manifeste du mouvement spatial pour la télévision pour constituer une trilogie théorique du spatialisme.

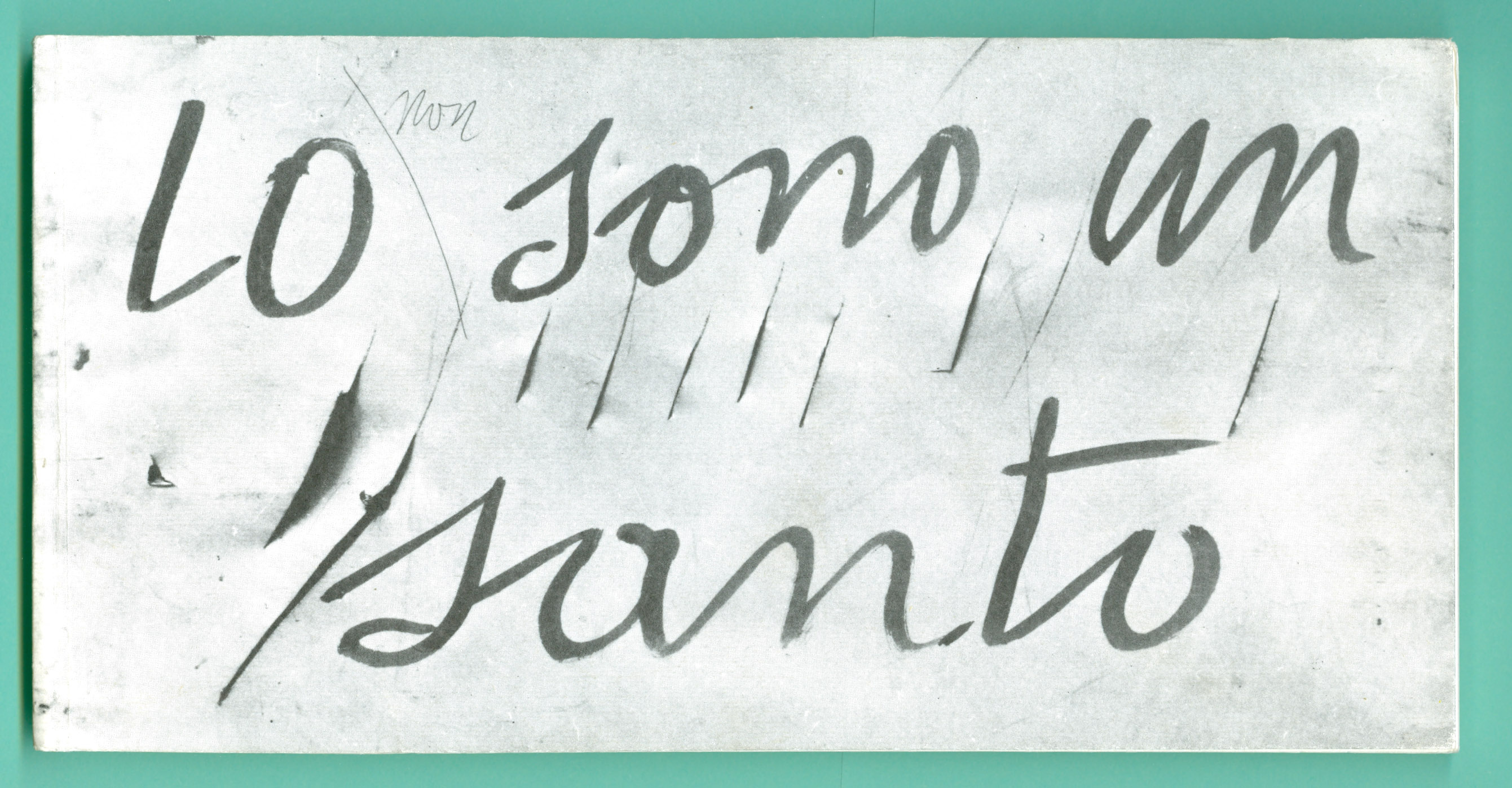
Io (non) sono un santo, 1958, musée CODA.

Dès 1949, Lucio Fontana avait commencé à peindre des surfaces monochromes et à les « maltraiter » en faisant des trous ou des incisions dans la toile (Concetto spaziale (50-B.1), 1950, MNAM, Paris), suivis des « Buchi » et « Tagli ». Pour Fontana, « la toile n'est pas ou plus un support mais une illusion. » La surface d'une toile ne doit plus seulement exister pour le regard de l'observateur qui s'abîme en elle, mais, au contraire, s'ouvrir largement aux hasards de son environnement non pictural.
Il attribuera le titre de concept spatial à ce type d’œuvres également décliné en sculptures (Concetto spaziale Teatrino). En 1950, il fonde le spatialisme proprement dit, mouvement auquel participent plusieurs autres peintres tels que Mario Deluigi (it) et Roberto Crippa. Les peintres spatialistes ne s’attachent plus tant à la couleur et à la peinture de la toile qu’à créer sur celle-ci une construction picturale de nature tridimensionnelle, motivée par une capture du mouvement dans l’espace-temps, à travers la prise de conscience des forces naturelles cachées, issues des particules élémentaires et de la lumière, qui agissent de manière incontrôlée sur la superficie de la toile. À la faveur d’un accident qui endommage l’une de ses toiles prévue pour une exposition à Paris, il fixe alors cette intention par un geste souverain consistant à griffer, perforer et inciser le plan du tableau à l’aide d’une lame de rasoir, d’un poinçon ou d’un cutter pour en révéler l’espace tridimensionnel (Concetto spaziale Attese, Folkwang Museum d'Essen ; MoMA de New York), puis il constellera certaines de ses peintures d'éclats de verroterie ou de petits cailloux. Fontana pratique aussi ce geste de lacération sur des sphères de bronze ou de céramique.
Il poursuit ses réalisations sous toutes les occurrences manipulables de la lumière. En 1949, influencé par le travail de l'artiste argentin Gyula Kosice créateur du mouvement MADI, il utilise la lumière noire à la Galleria del Naviglio de Milan, avec l'aide de l'architecte Luciano Baldessari (it), pour concevoir une installation plongée dans l'obscurité tout en étant traversée de colorations abstraites, qui semblent suspendues au-dessus du sol. Cette première œuvre spatialiste voit le jour en 1949 sous le titre d'Ambiente spaziale a luce nera: (environnement spatial à lumière noire). Il réalise également des structures en néon, intitulée Luce spaziale pour la IXe Triennale de Milan de 1951, pour le pavillon italien de l'exposition de Turin en 1961, etc.
La première grande exposition collective, sous l'intitulé programmatique d'« Arte spaziale », viendra illustrer les propositions de ces manifestes. Outre celles de Fontana, elle rassemble des œuvres de Giancarlo Carozzi (it), Roberto Crippa, Mario Deluigi, Gianni Dova, Beniamino Joppolo et Cesare Peverelli.
Les spatialistes, qui intégrèrent ensuite à leurs compositions des clous et divers autres objets afin de démontrer ce principe, peuvent ainsi être rapprochés du courant matiériste européen caractérisé par le traitement atypique du support pictural et intituleront d'ailleurs leur troisième exposition « L'informel ».

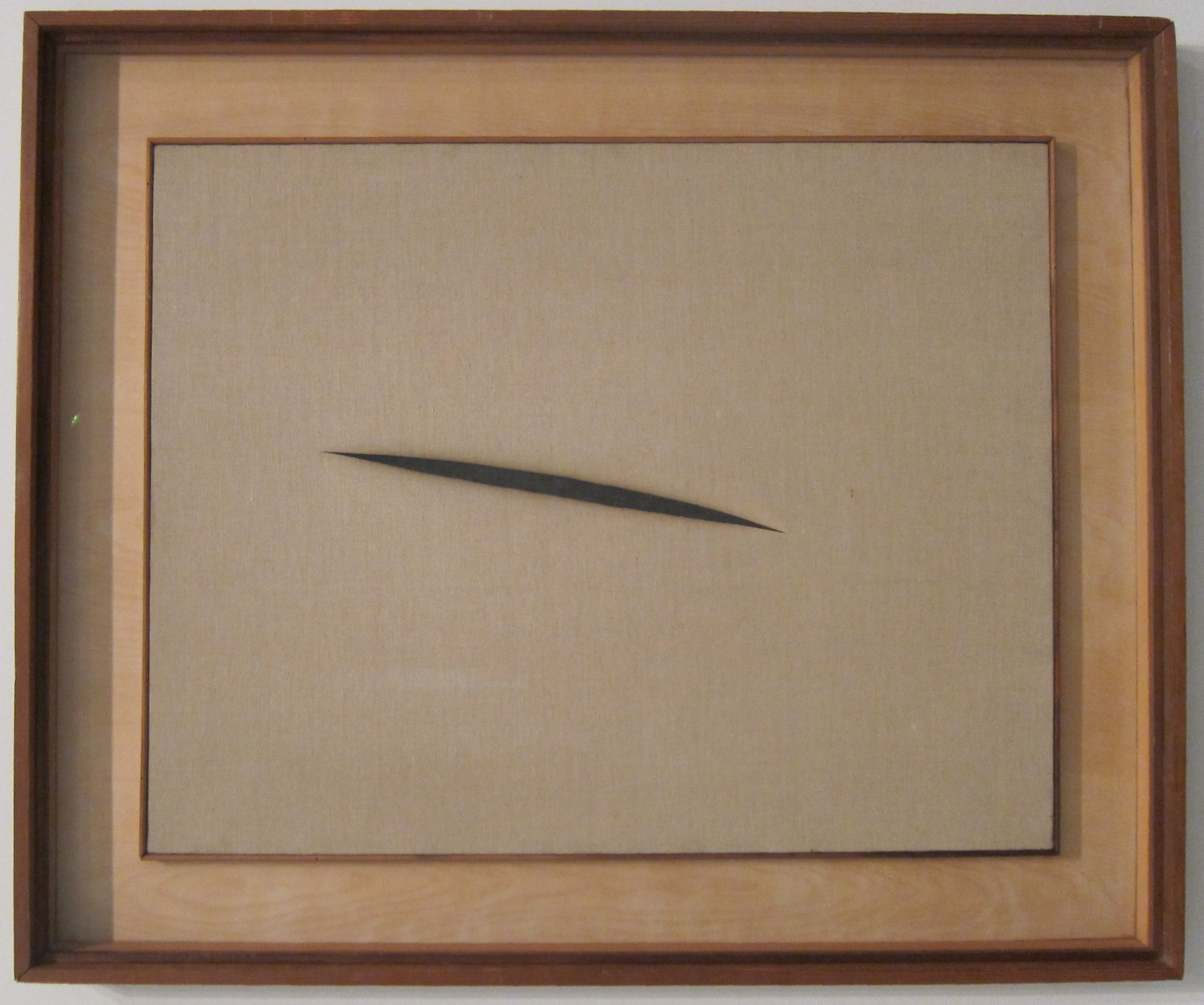
Concetto spaziale, Attesa, 1960, Tate.

Fort de son œuvre de théoricien, la jeune génération de l'avant-garde européenne, réunie autour du groupe ZERO voit également en lui un père spirituel. Fontana acquiert un monochrome IKB de Yves Klein, lors de sa première exposition à l'étranger, « Proposte monocrome, epoca blu », qui se tient du 2 au 12 janvier 1957 à la galerie Apollinaire à Milan. Puis il est approché par les artistes italiens précurseurs de l'Arte Povera, comme Piero Manzoni, lequel s’intéresse de près aux travaux de Lucio Fontana et de Klein dont il a pu prendre connaissance à Milan, et qui expose avec Fontana et Enrico Baj à la galerie Pater de Milan en 1958.
Depuis 1959, Lucio Fontana travaille avec Nanda Vigo. En 1964, ils sont invités à la Triennale de Milan. Ils réalisent Utopie. Il s'agit d'un espace immersif qui modifie la perception du visiteur. Le sol ondulé est recouvert d'une moquette rouge. Les murs sont en aluminium rouge et en verre imprimé. Des néons diffusent une lumière rosée.
De retour à Milan après un séjour new-yorkais au début des années 1960, Lucio Fontana s'installe finalement à Comabbio, commune de Lombardie, située dans la province de Varèse et berceau de sa famille, où il meurt le 7 septembre 1968.

## Œuvres

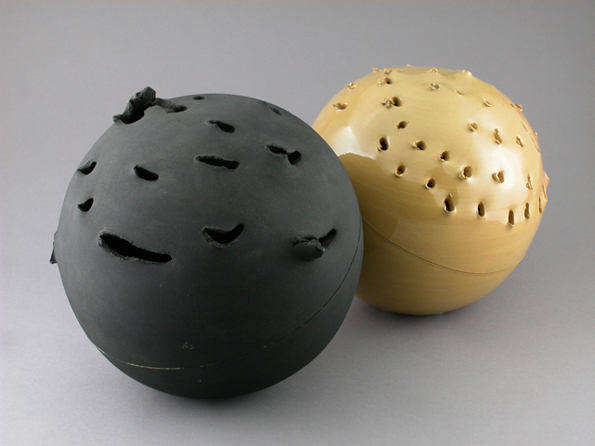
Concetto spaziale sferico, terre cuite, 1957, musée international de la céramique de Faenza.

### Sculptures et peintures

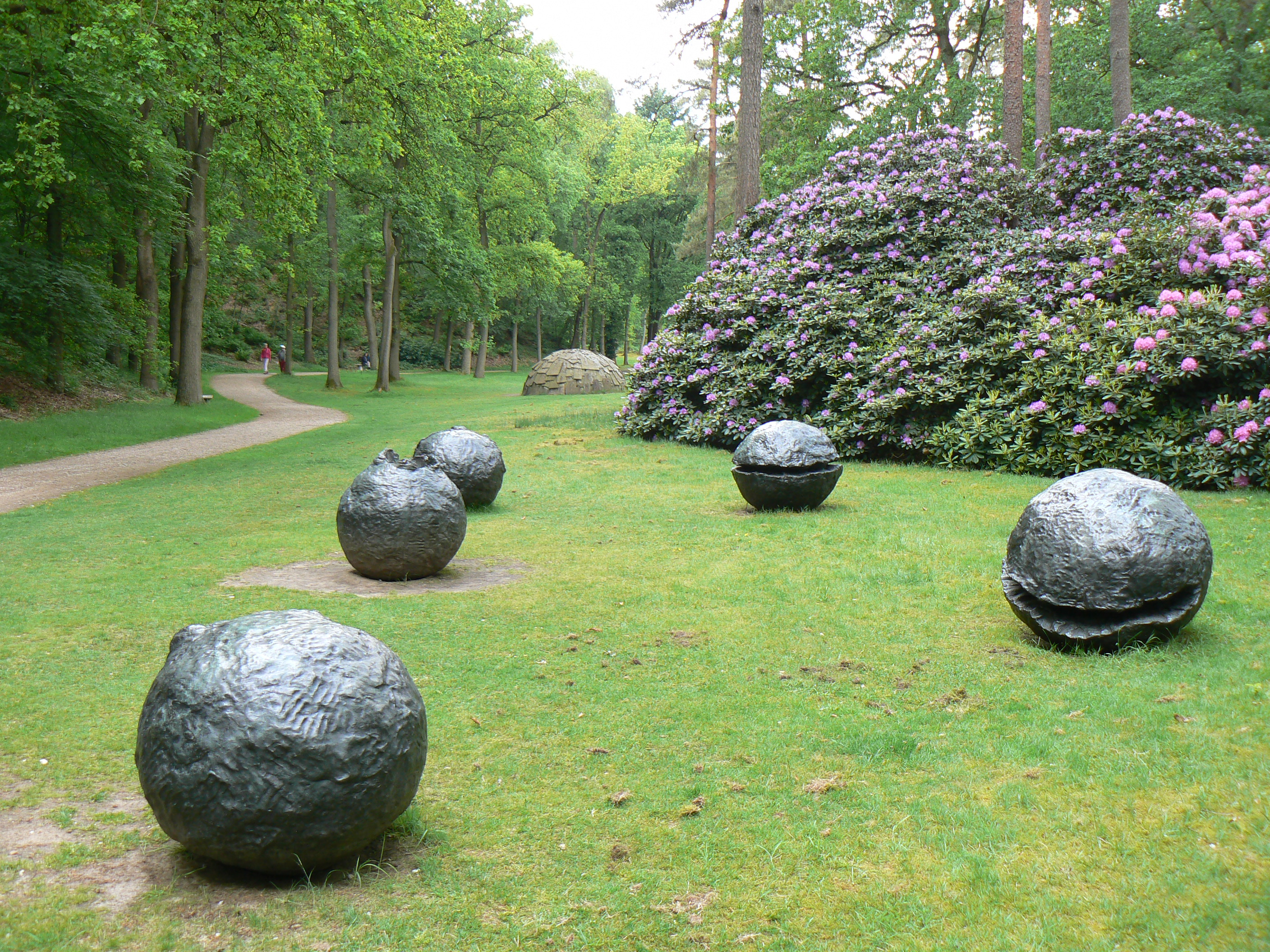
Concetto spaziale Natura (1959-1960), parc de sculpture du musée Kröller-Müller, Pays-Bas.

- Femme assise, 1931, bronze, 8 cm
- Sculpture abstraite, 1932, 19 × 3 cm
- Femme se dénudant, 1947, sculpture[6]
- Scultura spaziale (47-SC.1), bronze, 1947, MNAM, Paris
- Ceramica spaziale (49-SC.6), sculpture, 1949, MNAM, Paris
- Concetto spaziale (50-B.1), 1950, MNAM, Paris
- Concetto spaziale (57-G.4), 1957, craies sur toile, 65 × 54 cm, MNAM, Paris
- Concetto spaziale, 1955, huile sur toile et technique mixte, 80 × 65 cm, galerie Karsten Greve[7]
- Buchi
- Tagli, 1958
- Concetto spaziale, Attese (T.104), 1958, peinture vinylique sur toile, 125 × 100,5 cm, MNAM, Paris
- Concept spatial, 1959
- Concetto spaziale, Natura (59-60-N.36), 1959-1960, terre cuite, MNAM, Paris
- Concetto spaziale, 1960, huile sur toile, 110 × 250 cm, Galerie Karsten Greve[7]
- Concetto spaziale, Attesa, 1960, toile naturelle, 69 × 69 cm
- Concetto spaziale, Venezia d'argento, 1961, aquarelle, huile sur toile et incisions
- Concetto spaziale, La fine di Dio (63-FD.17), 1963, huile sur toile, 178 × 123 cm, MNAM, Paris
- Concetto spaziale, Teatrino (65-TE.76), 1965, peinture vinylique sur toile et bois laqué, 200 × 200 cm, MNAM, Paris
- Concetto spaziale, Teatrino, 1965, acrylique sur toile et bois laqué, 127 × 166 cm, Musée d'art de Toulon.
- Concetto spaziale, vers 1966-1968, huile sur toile et bois peint, 110 × 110 cm, MNAM, Paris
- Figures noires, sculpture[8]
- Ambiente spaziale, 1967, installation lumineuse, tempera noire sur toile, peinture fluorescente, ampoule lumière noire, macLYON

### Écrits
- Manifesto blanco, 1947
- Écrits , trad. de Valérie Da Costa, Dijon, Les Presses du réel, 2013  (ISBN 978-2-84066-550-2)

## Contexte historique de l'œuvre
Fontana réalise des Buchi, les dernières « nature » et des huiles sur toile monochromes sur lesquelles il intervient par des trous et un dessin cursif incisé dans la matière, les Olii. Il exécute un milieu spatial, E saltazione di una forma, dans l’exposition « Dalla natura all’arte » au palais Grassi de Venise. Il collabore au projet de tribune présidentielle pour la foire de Milan avec l’architecte Baldessari et réalise un plafond avec fentes et néon dans l’entrée du Condominio Milano construit à Rovereto par le même architecte.

## Expositions
Après son décès, plusieurs rétrospectives lui sont consacrées : au musée d'Art moderne de la ville de Paris en 1970, au musée Solomon R. Guggenheim de New York en 1977, au Centre national d'art et de culture Georges-Pompidou de Paris en 1987, à nouveau au musée d'Art moderne de Paris en 2014.
En parallèle la galerie Tornabuoni Art, qui possède un nombre important des œuvres de Lucio Fontana, présente, en 2014, une exposition de l'artiste autour d’une œuvre qu'elle a repérée grâce à un document filmé, où l'on aperçoit Fontana en train de la perforer.